# Sergueï Koud-Skvertchkov
Sergueï Vladimirovitch Koud-Skvertchkov (en russe : Сергей Владимирович Кудь-Сверчков) est un cosmonaute russe né le 23 août 1983. Il effectua son premier vol spatial à l'occasion de la mission Soyouz MS-17, vers la Station spatiale internationale.

## Biographie
Sergueï Koud-Skvertchkov est né le 23 août 1983 dans la ville de Léninsk, à quelques kilomètres du cosmodrome de Baïkonour, en Union soviétique. De 1990 à 1996, Sergueï étudia à la 9ème école de Mytichtchi, avant d'être diplômé en 2000 de l'école n°20 de la ville de Koroliov. Il continue ses études jusqu'en 2006, année où il obtient son diplôme d'ingénieur de l'Université Technique d'État de Moscou. À partir du mois d'août, il travaillera à RKK Energuia, toujours en tant qu'ingénieur.
Le 26 avril 2010, il est recruté dans le corps des cosmonautes de Roscosmos, et commence sa formation initiale, qui durera jusqu'en juillet 2012. Pendant cette période, il s'entraînera sur divers avions, fera des EVA en piscine, et effectuera des stages de survie. Des rumeurs évoquèrent en 2016 la possibilité d'un vol du cosmonaute à bord de Soyouz MS-12, sans que cela ne se concrétise, les équipages ayant été modifiés à nouveau par Roscosmos. En août 2018, il participera à plusieurs mission scientifiques dans l'Extrême-Orient russe, devant le préparer à effectuer des observations une fois dans l'ISS. En novembre 2019, il est nommé en tant que cosmonaute de réserve sur Soyouz MS-17, avant d'être nommé cosmonaute principal à la suite des ennuis de santé de Nikolaï Tikhonov.

## Missions spatiales
- Sergueï participe au vol Soyouz MS-17 vers la Station spatiale internationale, en tant qu'ingénieur de vol. Il fait brièvement partie de l'Expédition 63 de l'ISS, avant de basculer vers l'Expédition 64[4]. Le décollage a eu lieu le 14 octobre 2020, avec un amarrage à la station effectué moins de 4 heures après son départ, un record. Outre les buts scientifiques de son vol, il fut aussi chargé de préparer la station à l'arrivée du nouveau module scientifique russe Nauka, qui décolle en juillet 2021.
- Le cosmonaute devrait effectuer une seconde mission spatiale en 2024 en tant que commandant du Soyouz MS-28.

## Galerie

Sergueï et ses coéquipiers du vol Soyouz MS-17.
Sergueï Koud-Skvertchkov durant une conférence de presse.